# 廖波
廖波（1955年—），江西遂川人，汉族，中华人民共和国政治人物、第十一届全国人民代表大会河北地区代表。
毕业于东北重型机械学院金属学及热处理专业。后加入民革，担任河北省民革副主委、河北省科技厅副厅长。2008年起担任全国人大代表。